# Gustav Wilmanns
Gustav Wilmanns (* 8. Oktober 1881 in Bremen; † 14. Januar 1965 in Schönberg/Taunus) war ein deutscher Chemiker und Entwickler des Mehrschicht-Farbfilms.

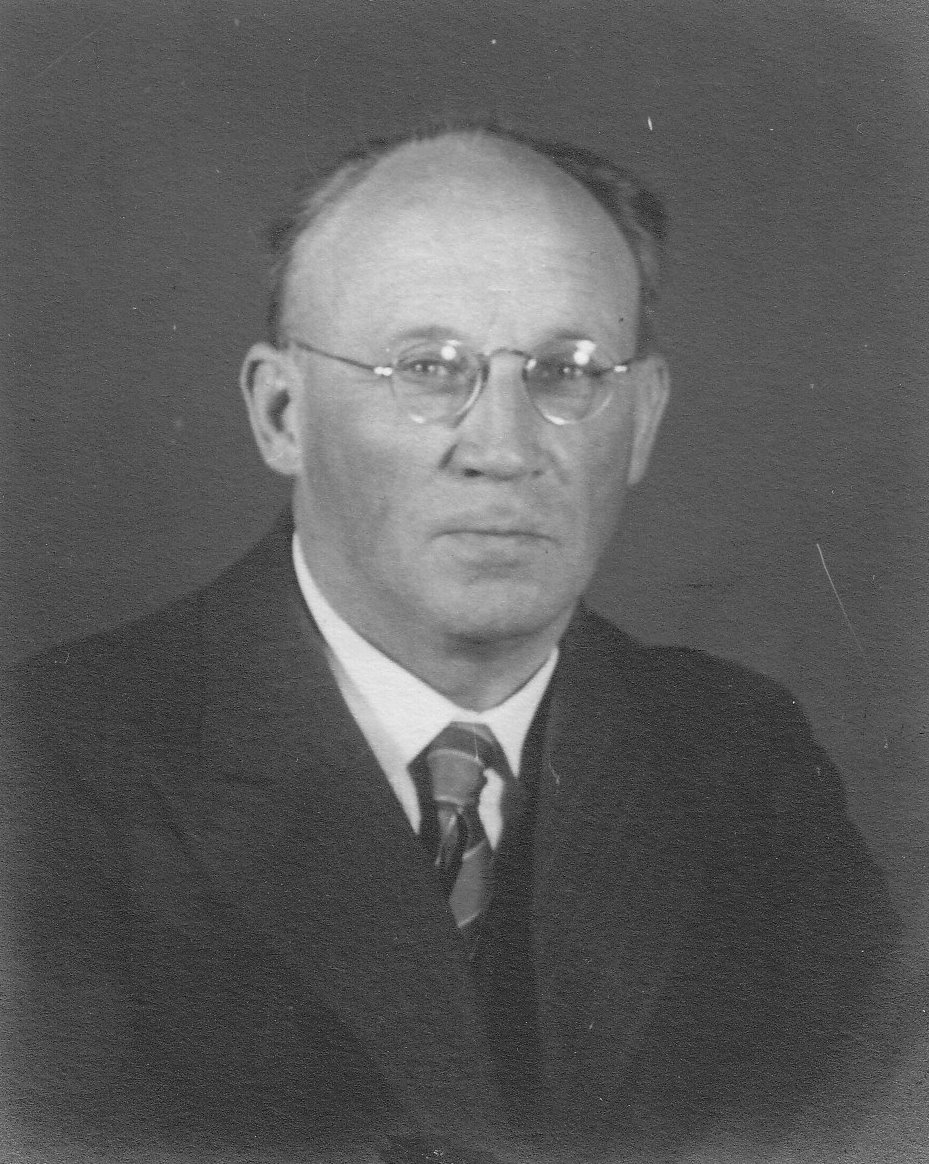
Gustav Wilmanns (1881–1965), Leiter des Teams, das das Agfacolor Neu Verfahren ausarbeitete, um 1940

"Technisch Wissenschaftliche Abteilung" der Filmfabrik Wolfen, in der das Agfacolor Neu Verfahren ausgearbeitet wurde; vorn sitzend 3. v. r. der Leiter des Teams, G. Wilmanns, obere Reihe stehend, 2. v. r. W. Schneider, etwa um 1938

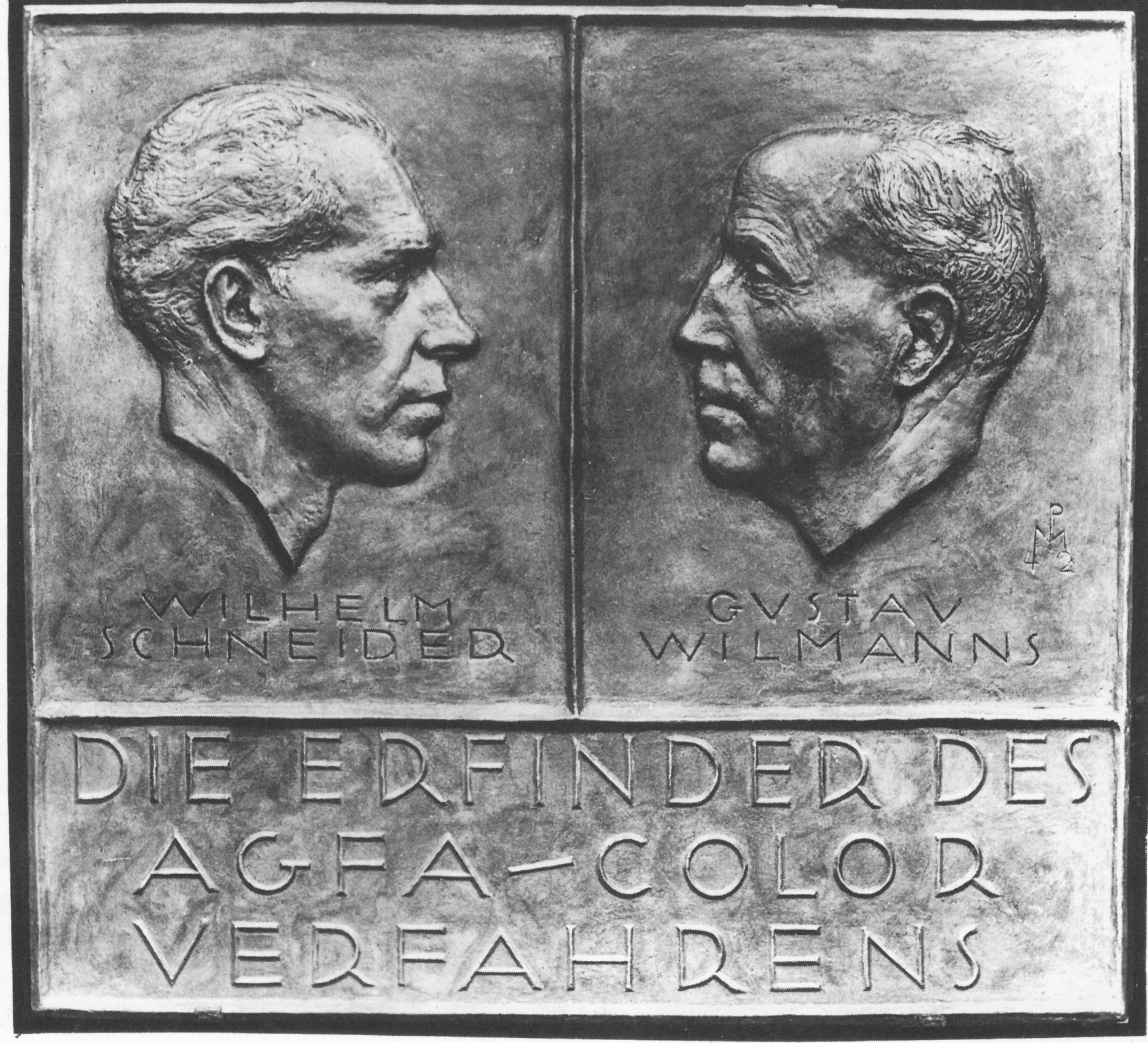
Die 1942 in der Ufa-Filmstadt Potsdam-Babelsberg enthüllte Bronze-Ehrentafel „Die Erfinder des Agfacolor-Verfahrens“. Die Tafel ist mittlerweile verschollen.

## Leben
Der Sohn der alten hanseatischen Kaufmanns- und Gelehrtenfamilie Wilmanns studierte Chemie an den Universitäten Universität Bonn, Universität Heidelberg und Universität Hannover, wo er promoviert wurde. Danach erhielt er eine Anstellung als Chemiker im Labor der Farbenabteilung der Agfa Berlin. 1910 wurde er in die Filmfabrik Wolfen der AGFA versetzt. Dort war er als Abteilungsleiter in der Emulsionsfabrik sowie in der Begießerei tätig und wurde 1922 Direktor der Fabrikationsabteilung Foto.
In dieser Funktion war er zusammen mit Wilhelm Schneider wesentlich an der Entwicklung des ersten Mehrschichtfarbfilms (Agfa Color-Verfahren) beteiligt, der 1936 als Umkehr-Schmalfilm auf den Markt kam. Wilmanns wurde 1940 pensioniert.

## Familie
Der Vater von Gustav Wilmanns war Kaufmann und Teilhaber verschiedener Handelshäuser in Durango, Torreón und Honolulu. Seine Mutter Ottilie Delius war die Tochter des Textilunternehmers und Gutsbesitzers Heinrich Anton Delius, der zeitweise in Mexiko tätig war und der Versmolder Dynastie von Leinenhändlern entstammte. Gustav Wilmanns war ein Bruder des Psychiaters Karl Wilmanns. Die Botanikerin Otti Wilmanns war die Tochter seines jüngsten Bruders Hans Rudolf.
Der Jurist und Reichstagsabgeordnete Karl Wilmanns, der Althistoriker Gustav Heinrich Wilmanns und der Germanist Wilhelm Wilmanns waren Brüder seines Vaters Franz Rudolph Florenz.
Der Arzt Richard und der Geschichtsdidaktiker Ernst Wilmanns waren Cousins von Gustav Wilmanns. Deren Vater Hilmar, Konsul und Kaufmann in Durango, war ein Bruder von Gustav Wilmanns Vater.

## Ehrungen
- 1937: Goldmedaille der Weltausstellung gemeinsam mit Wilhelm Schneider
- 1961: Kulturpreis der Deutschen Gesellschaft für Photographie
- In Unterhaching wurde eine Straße nach Gustav Wilmanns benannt. ▼ [3]